# 米尔豪森-埃英根
米尔豪森-埃英根是德国巴登-符腾堡州的一个市镇。总面积17.82平方公里，总人口3660人，其中男性1844人，女性1816人（2011年12月31日），人口密度205人/平方公里。